# Grover Cleveland
Stephen Grover Cleveland (18 tháng 3 năm 1837 – 24 tháng 6 năm 1908), là một luật sư, chính trị gia, và là Tổng thống thứ 22 và 24 của Hoa Kỳ. Ông là vị Tổng thống đầu tiên trong lịch sử phục vụ hai nhiệm kỳ không liên tục nhau (1885–1889 và 1893–1897). Trong cuộc bầu cử Tổng thống những năm 1884, 1888, và 1892, Cleveland đều giành được đa phần số phiếu phổ thông. Tuy nhiên, do Hoa Kỳ bầu của theo hệ thống Đại cử tri đoàn, ông đành thất bại trong cuộc đua vào Nhà trắng năm 1888. Cleveland là người thuộc Đảng Dân chủ. Ông cùng với Woodrow Wilson là hai thành viên duy nhất của Đảng này được bầu làm Tổng thống Mỹ trong một kỷ nguyên Đảng Cộng hòa chiếm ưu thế chính trị trong giai đoạn giữa 1860 và 1932, sau cuộc Nội chiến Hoa Kỳ.
Clevenland được sinh trong một gia đình có cha là một mục sư của Giáo hội Trưởng lão tại bang New Jersey nhưng lại lớn lên tại vùng ngoại ô phía bắc của tiểu bang New York. Năm 1881, ông được bầu làm Thị trưởng thành phố Buffalo và sau đó là Thống đốc bang New York. Ông là lãnh đạo của phe Dân chủ Bourbon, một nhóm đứng về phía các doanh nghiệp bằng cách phản đối việc tăng thuế, chủ nghĩa đế quốc, tham nhũng, đỡ đầu, chủ nghĩa thủ lĩnh chính trị, trợ cấp cho doanh nghiệp, nông dân, và cựu chiến binh, và thi hành các chính sách tăng lạm phát. Những cuộc vận động của Cleveland cho các chính sách cải cách chính trị và bảo thủ tài chính đã biến ông trở thành một nhân vật nổi bật của cánh bảo thủ Hoa Kỳ trong thời bấy giờ. Nhiều người khâm phục Cleveland đề cao tính thật thà, tính độc lập, hòa đồng và cam kết với các nguyên tắc chủ nghĩa tự do cổ điển của ông. Trong vai trò là nhà cải cách, ông đã nhận được sự tín nhiệm từ "Mugwumps", những người cùng chí hướng với ông nhưng đến từ đảng Cộng hòa, và điều này đã giúp ông có được một số phiếu đáng kể để ông giành được chức Tổng thống trong cuộc bầu của năm 1884.
Khi nhiệm kỳ thứ hai của Cleveland chỉ vừa bắt đầu thì toàn nước Mỹ gần như hoàn toàn bị suy sụp bởi cuộc khủng hoàng năm 1893, và vị tân Tổng thống không thể làm gì để đẩy lùi được tai họa nghiêm trọng này. Sau đó, danh tiếng của Đảng Dân chủ bị suy giảm và tạo điều kiện thuận lợi cho Đảng Cộng hòa giành phần lớn số ghế trong Hạ viện Hoa Kỳ trong cuộc bầu cử năm 1894 cũng như giúp những thành viên thuộc phe ủng hộ phát triển nông nghiệp và bạc tự do (cùng đảng nhưng đối lập tư tưởng với Cleveland) chiếm được Đảng Dân chủ năm 1896. Cuối cùng, hệ quả của những điều trên đã dẫn đến việc tái cơ cấu hệ thống đảng phái chính trị, kết thúc giai đoạn ba của hệ thống này, mở ra thời đại tiến bộ cũng như bắt đầu giai đoạn tư của hệ thống đảng phái chính trị.
Một trong những hành động của Cleveland gây tranh cãi với các phái chính trị là việc ông đã can thiệp vào cuộc đình công Pullman năm 1894 nhằm giúp cho ngành đường sắt tiếp tục hoạt động đã làm cho các tổ chức nghiệp đoàn và tổ chức Đảng Dân chủ ở bang Illinois giận dữ. Đồng thời, việc ông ủng hộ chế độ kim bản vị và chống lại chế độ bạc tự do đã khiến ông bị xa lánh bởi phe Dân chủ ủng hộ phát triển nông nghiệp.
Các nhà phê bình sử học cho rằng Cleveland thiếu tính sáng tạo và dường bị ám ảnh bởi các thảm họa kinh tế, suy thoái kinh tế, và các cuộc biểu tình trong nhiệm kỳ thứ hai của mình. Khi nhiệm kỳ của Cleveland kết thúc, dư luận công chúng không có vẻ ưa thích ông, và thậm chí Đảng Dân chủ còn không xem ông như làm một thành viên của tổ chức này. Mặc dù vậy, ông vẫn giữ được danh tiếng về tính thành thật và phẩm chất tốt của mình sau nhiệm kỳ Tổng thống. Ngày này, nhiều nhà sử học xem Cleveland như là một nhà lãnh đạo thành công nhất trong lịch sử và xếp ông ở mức trên trung bình trong bảng xếp hạng các vị Tổng thống.

## Bầu cử năm 1888
Ông đã bị thua trong cuộc tái tranh cử vào năm 1889 trước Benjamin Harrison, người mà ông đã giành chiến thắng để phục vụ nhiệm kỳ thứ hai của mình vào năm 1892.